# Precarium
Het precarium (de geijkte vorm van grondlening in Rome) was een rechtsverhouding in het oude Rome tussen patronus en cliens (of precarist in dit geval), die een preces ("bede") richtte tot de grondeigenaar (d.i. de patronus). Dit blijft gelden tot de opzeg door de eigenaar, maar zal door het interdictum de Precaria possessione of interdictum de Precario van de praetor tegen derden beschermd worden.

## Verder lezen
- C. Bulling, Das Precarium. Eine römischrechtliche Abhandlung, Leipzig, 1846.